# Siddharth Anand
Siddharth Anand (in hindī सिद्धार्थ आनन्द, Siddhārth Ānand; 31 luglio 1978) è un regista e sceneggiatore indiano.

## Biografia
Nipote dello sceneggiatore Inder Raj Anand, studia da commercialista prima d'interessarsi al cinema. Il suo primo lavoro a Bollywood è come aiuto regista di Rahul Rawail sul set di Kuch khaṭṭī kuch mīṭhī (2001), che ottiene grazie al padre, il produttore cinematografico Bittu Anand. Quest'ultimo morirà prima dell'uscita del film, senza vedere avviata la carriera del figlio. Anand è anche nipote dell'attore Tinnu Anand (fratello di Bittu e figlio di Inder), e biscugino del regista Mukul S. Anand.

### Vita privata
È sposato con Mamta Anand (nata Bhatia), da cui ha avuto un figlio, Ranveer, nel 2006.

## Filmografia

### Regista
- Cuori in onda (Salām namaste) (2005)
- Ta Ra Rum Pum (2007)
- Bacnā ai hasīno (2008)
- Anjānā anjānī (2010)
- Bang Bang! (2014)
- War (2019)
- Paṭhān (2023)
- Fighter (2024)

### Sceneggiatore
- Io & tu - Confusione d'amore (Ham tum), regia di Kunal Kohli (2004)
- Cuori in onda (Salām namaste) (2005)
- Ta Ra Rum Pum (2007) - soggetto
- Anjānā anjānī (2010)
- War (2019)
- Paṭhān (2023) - soggetto
- Fighter (2024) - soggetto

## Riconoscimenti
- Filmfare Awards
  - 2020 – Candidatura al miglior regista per War
  - 2024 – Candidatura al miglior regista per Paṭhān
  - 2024 – Candidatura al miglior soggetto per Paṭhān